# Tvåfärgsskinn
Tvåfärgsskinn (Laxitextum bicolor) är en svampart som först beskrevs av Christiaan Hendrik Persoon, och fick sitt nu gällande namn av Lentz 1956. Enligt Catalogue of Life ingår Tvåfärgsskinn i släktet Laxitextum,  och familjen Hericiaceae, men enligt Dyntaxa är tillhörigheten istället släktet Laxitextum,  och familjen Stereaceae. Arten är reproducerande i Sverige. Inga underarter finns listade i Catalogue of Life.